# Université normale de Pékin
L'université de pédagogie de Pékin ou université normale de Pékin (ch. trad. : 北京師範大學 ; ch. simp. : 北京师范大学 ; py : Běijīng Shīfàn Dàxué, anglais : Beijing Normal University), désignée aussi comme Beishida (北师大,　Běishīdà), est une université publique chinoise créée en 1902 et située à Pékin.

## Personnalités
- Huang Xianfan, historien, anthropologue,ethnologue, éducateur et folkloriste de la République populaire de Chine, a suivi des cours à l'université dès 1926 et jusqu'à 1935.
- Liu Xiaobo, lauréat du prix Nobel de la paix en octobre 2010, a suivi des cours à l'université en 1984.
- Mo Yan, le 11 octobre 2012, il a reçu le prix Nobel de littérature.
- Lu Shijia, physicienne et ingénieure aérospatial, elle a participé à la création de la première soufflerie à grande vitesse de Chine; fondé et présidé le programme d'aérodynamique à l'Université Beihang, la première du pays.